# Michelle Vorster
Michelle Vorster (* 12. September 1978 in Windhoek, Südwestafrika) ist eine ehemalige namibische Radsportlerin, die auf der Straße und auf dem Mountainbike aktiv war. Sie ist mit acht nationalen Meisterschaftstiteln im Mountainbike die erfolgreichste namibische Sportlerin der Geschichte in dieser Sportart.

## Sportliche Laufbahn
2015 sowie 2016 wurde Michelle Vorster Dritte der Afrikameisterschaft im Mountainbike (Cross Country) (XC). 2015 errang sie bei den Afrikameisterschaften auf der Straße gemeinsam mit Irene Stey und Vera Adrian Silber im Mannschaftszeitfahren. Sie nahm an den Olympischen Sommerspielen 2016 teil und belegte auf dem Mountainbike Platz 26.
2017 wurde Vorster Afrikameisterin im Mountainbike XC. Im Jahre darauf wurde sie bei den Commonwealth Games 2018 in gleicher Disziplin Achte. 2015 bis 2020 war sie namibische Mountainbikemeisterin.

## Erfolge

### Mountainbike
2015
- Afrikameisterschaft
- Namibische Meisterin – Mountainbike
- Namibische Meisterin – MTB-Marathon

2016
- Afrikameisterschaft
- Namibische Meisterin – Mountainbike

2017
- Afrikameisterin
- Namibische Meisterin – Mountainbike
- Namibische Meisterin – MTB-Marathon

2018
- Namibische Meisterin – Mountainbike

2019
- Namibische Meisterin – Mountainbike
- Namibische Meisterin – MTB-Marathon

2020
- Namibische Meisterin – Mountainbike

### Straße
2015
- Afrikameisterschaft – Mannschaftszeitfahren (mit Irene Stey und Vera Adrian)

2017
- Nedbank Cycle Classic

2020
- Nedbank Cycle Classic
- Namibische Meisterin
- Tour de Windhoek